# جاك فرانسوا
جاك فرانسوا هو لاعب كرة قدم هايتي، ولد في 11 ديسمبر 1992 في بورت أو برانس في هايتي. لعب مع Orlando City U-23 ‏.

## وصلات خارجية
- جاك فرانسوا على موقع قاعدة بيانات كرة القدم.إي يو (الإنجليزية)